# Freeza
Freeza is een personage uit de mangaserie Dragon Ball. Hij is de eerste grote vijand in de animeserie Dragon Ball Z, gevolgd door Cell en Majin Buu. Hij is een terugkerend karakter in Dragon Ball Super. 
Freeza heeft verschillende transformaties: 3 waarin hij zijn krachten onderdrukt, zijn originele (tijdens Dragon Ball Z zijn sterkste vorm) en zijn 'Golden' vorm waarmee hij in kracht gelijk staat aan Goku en Vegeta in hun Super Saiyan Blue vorm. Freeza heeft een vader genaamd King Cold en een broer genaamd Cooler. 

## Levensloop
Freeza en zijn familie zitten in de planetenhandel door de bevolking van een planeet uit te roeien en de planeet door te verkopen. De vraag naar planeten wordt op den duur zo groot, dat Freeza de Saiyans onderwerpt en hen planeten voor hem laat veroveren. Dit gaat lange tijd goed, maar de Saiyans worden door hun toenemende ervaring in de strijd steeds sterker, en komen qua kracht steeds dichter in de buurt van Freeza's elitetroepen. De koning der Saiyans, Koning Vegeta, komt in opstand en valt Freeza aan, maar tevergeefs, zijn poging wordt hem fataal. De zoon van de koning, prins Vegeta, zal voor Freeza gaan werken. Freeza begint te vrezen dat er op een dag een Saiyan op zal staan om hem te verslaan, dus besluit hij om de planeet Vegeta te vernietigen. Slechts vier Saiyans ontkomen aan dit lot; Son Goku, Raditz, Vegeta en Nappa. Later wordt er echter bekendgemaakt dat er meer overlevende Saiyans waren; Tullece, Paragus, Broly en Tarble.
Vele jaren later begeeft Freeza zich naar Namek, nadat hij heeft gehoord over de Dragon Balls die hem zouden kunnen helpen onsterfelijk te worden. Aanvankelijk wordt zijn poging gedwarsboomd: Son Gohan, Krilin en Vegeta weten de Dragon Balls te bemachtigen en met de hulp van Goku falen al zijn troepen (zelfs het Ginue-commando) wanneer ze hen proberen te verslaan. Uiteindelijk gaat hij zelf het gevecht aan met de Z-fighters en tijdens het gevecht transformeert hij zich tot uiteindelijk zijn vierde en sterkste vorm. Hij kan de Z-fighters met het grootste gemak aan, totdat de Saiyan Goku op het slagveld verschijnt. Zelfs Goku blijkt te zwak voor Freeza, maar als hij op den duur weet te transformeren tot Super Saiyan, wordt Freezas ergste nachtmerrie werkelijkheid; er is een Saiyan die sterker blijkt dan hij en Freeza wordt te gronde gericht.
Het leven van Freeza is echter nog niet ten einde. Tussen de brokstukken van de planeet Namek, die Freeza zelf vernietigd heeft, zweeft Freeza nog rond, op sterven na dood. De kansen keren zich weer ten goede van Freeza wanneer zijn vader, Koning Cold, hem laat opsporen en zijn technici Freeza's lichaam volledig herstellen. Zijn lichaam is nu grotendeels cybernetisch en sterker dan ooit tevoren, zoals de doctoren beweren. Freeza en Koning Cold trekken naar de aarde om wraak te nemen op Goku, maar daar komen ze Trunks tegen, die zonder enige moeite beiden weet te verslaan. Freeza belandt uiteraard in het dodenrijk, maar keert nog een keer terug naar de aarde in Movie 12, waar Mystic Gohan of Great Saiyaman hem met een enkele klap verslaat. In movie 15 worden de resten van Freeza, die Trunks in stukken heeft gehakt, met de dragonballs weer tot leven gewekt en wordt Freeza in een special machine weer tot een volledig levend wezen gemaakt. Hoewel hij in deze film zeer sterk is, wordt hij uiteindelijk toch verslagen door Goku en Vegeta.
In Dragon Ball Super wordt Freeza opnieuw tot leven gewekt door zijn volgelingen, met vervolgens een resurrectie door Goku zelf zodat Freeza mee kan vechten in het toernooi georganiseerd door Zeno. 
In Dragon Ball GT neemt Freeza het samen met Cell in het dodenrijk nog één keer op tegen Goku, maar hij wordt opnieuw verslagen. 
Freeza heeft in Dragon Ball Z ook een Elite team genaamd het Ginue-commando
Dat zijn:
Ginue,
Burter,
Jeice,
Recoome,
Guldo.
Freeza heeft ook enkele onderdanen:
- Zarbon;
- Dodoria;
- Cui;
- en een groot aantal overige, zwakkere wezens (ook op een paar verschillende planeten)

## Vormen
Freeza's eerste vorm
Dit is de eerste vorm van Freeza. In deze vorm geeft zijn uiterlijk niets weg over zijn ongelooflijke krachten, en bovendien gebruikt hij een zweefstoel voor transport waardoor hij zwak lijkt. Toch vernietigt hij in deze vorm planeet Vegeta en is Nail niet in staat hem ook maar enig letsel te berokkenen. Zijn power level is dan 530,000.
Freeza's tweede vorm
In deze vorm is hij sterker dan in zijn eerste vorm, maar toch wordt hij in deze vorm gevloerd door Gohan tijdens zijn woede-uitbarsting. In deze vorm heeft Freeza het moeilijk tegen Piccolo, die zojuist is gefuseerd met Nail, waardoor Freeza wordt gedwongen om snel naar zijn derde vorm te veranderen. Naar eigen zeggen bedraagt zijn power level meer dan een miljoen. Dit is de laatste keer dat er een power level genoemd wordt.
Freeza's derde vorm
In deze op twee na laatste vorm doet Freeza zich voor als een reusachtig, weerzinwekkend monster.
Hij besteedt echter niet veel tijd in deze gedaante, ongeveer 10 minuten. Toch slaagt hij er in deze vorm bijna in Piccolo te verslaan.
Freezas vierde vorm
In zijn vierde vorm heeft Freeza een humanoïde gedaante. Hij is hierin paars en wit/grijs en heeft geen hoorntjes meer. Nog steeds gebruikt hij maar een klein deel van zijn krachten maar hij kan tot 50% of 100% opladen, hoewel dit laatste hem vrij snel uitput.
In deze vorm verwondt hij Piccolo en vermoordt hij Krilin. Dit laatste zorgt ervoor dat Goku transformeert in een Super Saiyan.
Wanneer Goku Super Saiyan is geworden kan Freeza hem niets meer maken en probeert hij zelfs de planeet waarop ze zich bevinden tot ontploffing te brengen.
Freezas vijfde vorm
Tijdens deze vorm ziet Freeza er qua bouw en vorm hetzelfde uit als de vierde vorm en verandert alleen in kleur naar goud/paars. Deze vorm is alleen te zien in de vijftiende film van Dragonball Z en later ook in Dragon Ball Super.
Cyborg Freeza
Dit is de cyborg-vorm van Freeza. Door alle elektronische componenten in zijn lichaam is hij een stuk sterker geworden. Doordat hij verloren heeft van Goku op Namek besluit Freeza naar de aarde te gaan, samen met zijn vader Koning Cold. Freeza wil Gokus thuisplaneet uit wraak opblazen, maar hij stuit op een andere Super Saiyan, Trunks. Het was gemakkelijk voor Trunks om Freeza en Koning Cold te verslaan vanwege het grote verschil in gevechtskracht. 